# لوئیس آلبرتو آکوستا
لوئیس آلبرتو آکوستا (انگلیسی: Luis Alberto Acosta؛ زادهٔ ۱۵ دسامبر ۱۹۵۹) بازیکن فوتبال اهل اروگوئه است.
او از سال ۱۹۸۳ تا ۱۹۸۸ در ۱۵ بازی برای تیم ملی فوتبال اروگوئه به میدان رفت. او همچنین در ترکیب تیم اروگوئه برای مسابقات کوپا آمریکا ۱۹۸۳ بود.